# لیو چائو-چینگ
لیو چائو-چینگ (انگلیسی: Liu Chao-ching) یک تکواندوکار تایوانی است. وی در مسابقات قهرمانی تکواندو جهان در سال ۱۹۸۹ موفق به کسب مدال نقره در کلاس سبک‌وزن شد. وی در مسابقات جهانی ۱۹۹۳ و در مسابقات تکواندو قهرمانی آسیا در سالهای ۱۹۹۰، ۱۹۹۲ و ۱۹۹۴ صاحب مدال طلا گرفت.